# 见日之光

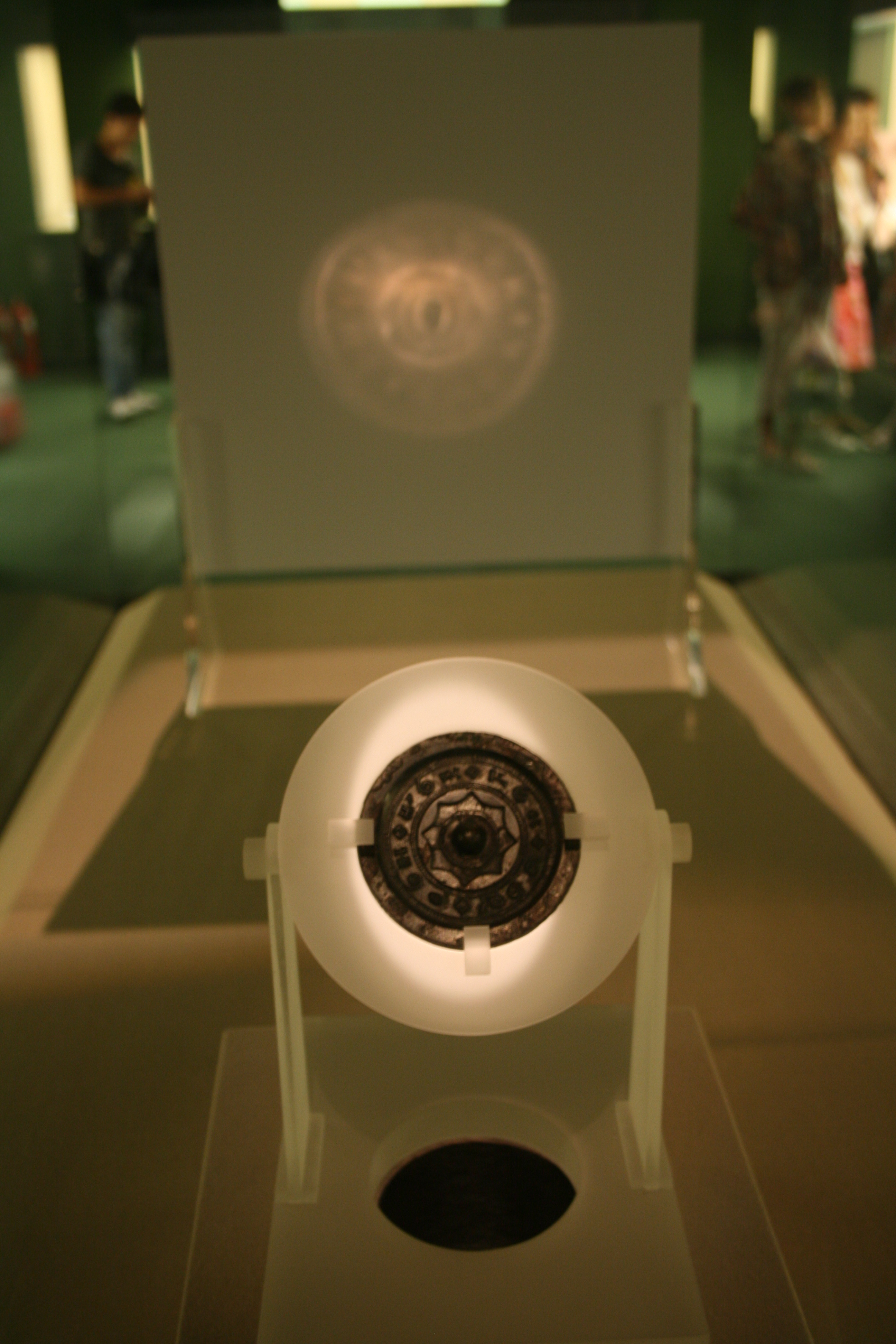
上海博物馆的见日之光铜镜

见日之光铜镜，是上海博物馆古代青铜器馆的馆藏珍品之一，具有透光设置。

## 特点
1982年，鄂州博物馆在鱼峰区九头山发现的墓葬群出土。透光镜半径3.7cm，直径7.4cm，实为西汉时代照人面容用的青铜镜。由于镜面非常薄，铸造时背面的文字和图案也在正面的镜面上留下了不易察觉的纹路。当作为镜子使用时，它与一般的青铜镜无异；但当用光打在镜面上时，其反射出的光斑就会呈现出与镜背面类似的图案，就好像光“透过”了铜镜，把背面的图案反射出来了。